# Oberfischbach
Oberfischbach ist eine Ortsgemeinde im Rhein-Lahn-Kreis in Rheinland-Pfalz. Sie gehört der Verbandsgemeinde Aar-Einrich an.

## Geschichte
Oberfischbach wurde im Jahre 1195 zum ersten Mal erwähnt. Der Ort gehörte zur Grafschaft Katzenelnbogen, kam später zu Hessen und war durch eine Landesgrenze von Mittel- und Niederfischbach getrennt. Von den drei Fischbachs verschwand Niederfischbach, als 1853 alle Einwohner nach Amerika auswanderten. 1866 wurde das Herzogtum Nassau und mit ihm Oberfischbach von Preußen annektiert. Seit 1946 ist Oberfischbach Teil des Landes Rheinland-Pfalz. 1972 kam es im Zuge einer Verwaltungsreform zur Bildung der Verbandsgemeinde Katzenelnbogen, der die Ortsgemeinde Oberfischbach bis 2019 angehörte und die dann in der Verbandsgemeinde Aar-Einrich aufging.

## Bevölkerungsentwicklung
Die Entwicklung der Einwohnerzahl von Oberfischbach, die Werte von 1871 bis 1987 beruhen auf Volkszählungen:
| Jahr | Einwohner |
| ---- | --------- |
| 1815 | 130       |
| 1835 | 178       |
| 1871 | 187       |
| 1905 | 161       |
| 1939 | 170       |
| 1950 | 183       |

| Jahr | Einwohner |
| ---- | --------- |
| 1961 | 152       |
| 1970 | 159       |
| 1987 | 148       |
| 1997 | 151       |
| 2005 | 179       |
| 2023 | 147       |

## Politik

### Gemeinderat
Der Gemeinderat in Oberfischbach besteht aus sechs Ratsmitgliedern, die bei der Kommunalwahl am 9. Juni 2024 in einer Mehrheitswahl gewählt wurden, und dem ehrenamtlichen Ortsbürgermeister als Vorsitzendem.

### Bürgermeister
Carsten Fetter wurde am 26. Juli 2024 Ortsbürgermeister von Oberfischbach, nachdem er als bisheriger Erster Beigeordneter bereits seit Ende 2023 übergangsweise die Amtsgeschäfte geführt hatte. Bei der Direktwahl am 9. Juni 2024 war er als einziger Bewerber mit einem Stimmenanteil von 100 % für fünf Jahre gewählt worden.
Fetters Vorgänger Heinz Eberhardt war bei der Direktwahl am 26. Mai 2019 gewählt worden und wurde damit Nachfolger von Herbert Geihslinger, der nicht erneut angetreten war. Heinz Eberhardt verstarb am 20. Dezember 2023 im Alter von 70 Jahren.

### Wappen
| Wappen von Oberfischbach | Blasonierung: „Über blauem, durch Wellenlinie geteilten Schildfuß in Gold drei blaue Fische übereinander, der oberste etwas nach rechts versetzt.“ |
| Wappen von Oberfischbach | Wappenbegründung: Die Wappen von Oberfischbach und Mittelfischbach zeigen drei Fische als Symbole des Namens Fischbach. Dabei ist für Oberfischbach der obere Fisch nach rechts versetzt, für Mittelfischbach der mittlere, und wenn Niederfischbach noch vorhanden wäre, stünde in seinem Wappen der unterste Fisch vor der Reihe. |